# Sakae Esuno
Sakae Esuno (17 de noviembre de 1973) es un mangaka japonés, creador del manga Mirai Nikki.

## Biografía
Sakae Esuno, nació en el 17 de noviembre de 1973 en Japón. A la edad de 15 años, Sakae presentó sus mangas en diversas editoriales, fue en vano, ya que no le aceptaron. Sakae, una vez en la universidad, siguió intentándolo pero le llevó al mismo resultado. Este, decidió buscar un maestro mientras estudiaba bellas artes. Su maestro fue “Natsumoto”. Sakae se convirtió en asistente de Natsumoto durante 6 años. Su maestro tenía contactos con la editorial con lo que presentó a Sakae.
Sakae en 2001, ganó la Shonen Ace de Kadokawa Shoten. Dos años más tarde, De nuevo, volvió a ser el  ganador, esta vez con su manga Hanako to Guuwa no terror. En 2006, Sakae Esuno empezó con su obra más famosa: Mirai Nikki (o en español, Diario del futuro). Este manga fue un éxito rotundo, tanto que en 2011 salió al anime por el estudio “Asread” y además sacó cuatro OVAs (Mirai Nikki: Paradox (2008), Mirai Nikki: Mosaic (2008), Mirai Nikki Mosaic Keshi (2011) y Mirai Nikki: Redial (2013). Además, se lanzó una adaptación en imagen real titulada Mirai Nikki: Another World.
En 2011, lanzó un nuevo manga llamado Big Order. En el Tomo 8 del manga, se anunció que Big Order tendría un Anime para la primavera de 2016.